# -oate
Sufixul -oate este utilizat (în limba engleză) în nomenclatura IUPAC în chimia organică pentru a denumi compuși formați din acizi carboxilici. Aceștia se împart în două tipuri:
- Formați prin înlocuirea atomului de hidrogen din gruparea –COOH cu un alt radical, de obicei un radical alchil sau aril, formând un ester. De exemplu, methyl benzoate (benzoatul de metil) este un compus molecular cu structura C6H5–CO–O–CH3, iar formula sa structurală condensată este scrisă în mod obișnuit ca C6H5COOCH3.
- Formați prin îndepărtarea atomului de hidrogen din gruparea –COOH, producând un anion care se unește cu un cation pentru a forma o sare. De exemplu, sodium benzoate (benzoatul de sodiu) este un compus ionic cu structura C6H5–CO–O− Na+, iar formula sa structurală condensată este scrisă în mod obișnuit ca C6H5CO2Na.

Sufixul provine de la „-oic acid”.
Cele mai comune exemple de compuși numiți cu sufixul „-oate” sunt esterii, cum ar fi acetatul de etil, CH
3COOCH
2CH
3.